# Villers-aux-Nœuds
Pour les articles homonymes, voir Villers.
Villers-aux-Nœuds est une commune française située dans le département de la Marne, en région Grand Est.

## Géographie

### Localisation
Villers-aux-Nœuds est une commune champenoise  limitrophe par le sud de Reims.
La commune se trouve dans l'aire urbaine de Reims, ainsi que dans sa zone d'emploi et dans son bassin de vie.

### Communes limitrophes
Les communes limitrophes sont  Bezannes, Chamery, Champfleury, Reims, Sermiers, Villers-Allerand et Écueil.
|         | Bezannes          | Reims            |
| Écueil  | Villers-aux-Nœuds | Champfleury      |
| Chamery | Sermiers          | Villers-Allerand |

### Géologie et relief
La superficie de la commune est de 6,44 km2 ; son altitude varie de 89  à   151 mètres. 

### Hydrographie

#### Réseau hydrographique

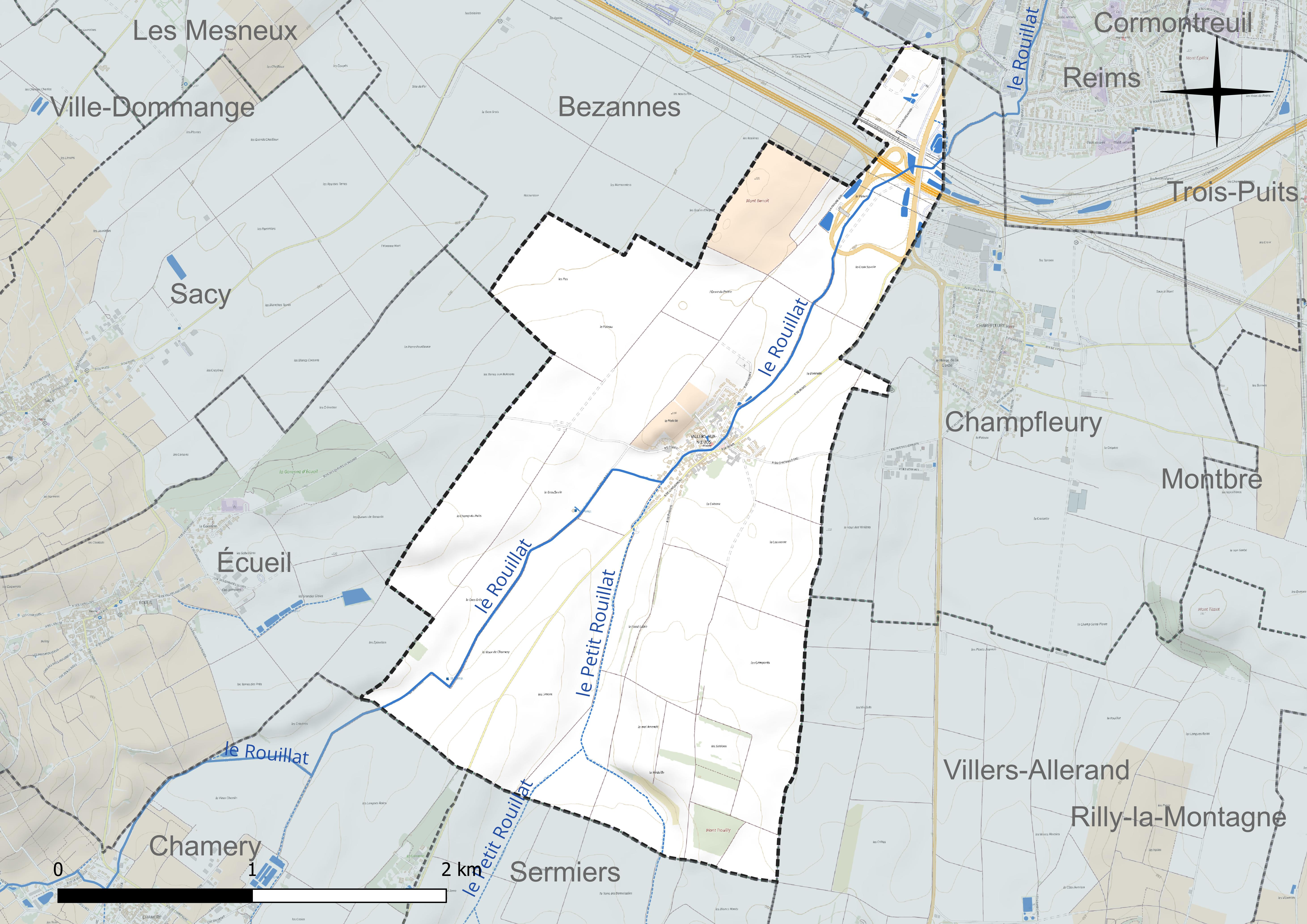
Réseau hydrographique de Villers-aux-Nœuds.

La commune est dans la région hydrographique « la Seine du confluent de l'Oise (inclus) à l'embouchure » au sein du bassin Seine-Normandie. 
Elle est drainée par le Rouillat, le Fossé des Blanches Bornes et le Petit Rouillat,.
Le Rouillat, d'une longueur de 11 km, prend sa source dans la commune de Chamery et se jette  dans la Vesle à Reims, après avoir traversé quatre communes. 

#### Gestion et qualité des eaux
Le territoire communal est couvert par le schéma d'aménagement et de gestion des eaux (SAGE) « Aisne Vesle Suippe ». Ce document de planification, dont le territoire s’étend sur 3 096 km2 répartis sur trois départements (Aisne, Marne et Ardennes) et deux régions (Champagne-Ardenne et Picardie), a été approuvé le 16 décembre 2013. La structure porteuse de l'élaboration et de la mise en œuvre est le Syndicat d’aménagement des bassins Aisne Vesle Suippe (SIABAVES). 
La qualité des cours d’eau peut être consultée sur un site dédié géré par les agences de l’eau et l’Agence française pour la biodiversité. 

### Climat
Pour des articles plus généraux, voir Climat du Grand Est et Climat de la Marne.
En 2010, le climat de la commune est de type climat océanique dégradé des plaines du Centre et du Nord, selon une étude du Centre national de la recherche scientifique s'appuyant sur une série de données couvrant la période 1971-2000. En 2020, Météo-France publie une typologie des climats de la France métropolitaine dans laquelle la commune est exposée à un climat océanique altéré et est dans la région climatique  Nord-est du bassin Parisien, caractérisée par un ensoleillement médiocre, une pluviométrie moyenne régulièrement répartie au cours de l’année et un hiver froid (3 °C). 
Pour la période 1971-2000, la température annuelle moyenne est de 10,7 °C, avec une amplitude thermique annuelle de 15,9 °C. Le cumul annuel moyen de précipitations est de 685 mm, avec 11,1 jours de précipitations en janvier et 7,8 jours en juillet. Pour la période 1991-2020, la température moyenne annuelle observée sur la station météorologique de Météo-France la plus proche, « Mailly-civc », sur la commune de Mailly-Champagne à 9 km à vol d'oiseau, est de 11,2 °C et le cumul annuel moyen de précipitations est de 755,5 mm. 
La température maximale relevée sur cette station est de 39,8 °C, atteinte le 25 juillet 2019 ; la température minimale est de −20 °C, atteinte le 16 janvier 1985,,. 
Les paramètres climatiques de la commune ont été estimés pour le milieu du siècle (2041-2070) selon différents scénarios d'émission de gaz à effet de serre à partir des nouvelles projections climatiques de référence DRIAS-2020. Ils sont consultables sur un site dédié publié par Météo-France en novembre 2022.

## Urbanisme

### Typologie
Au 1er janvier 2024, Villers-aux-Nœuds est catégorisée commune rurale à habitat dispersé, selon la nouvelle grille communale de densité à sept niveaux définie par l'Insee en 2022.
Elle est située hors unité urbaine. Par ailleurs la commune fait partie de l'aire d'attraction de Reims, dont elle est une commune de la couronne,. Cette aire, qui regroupe 294 communes, est catégorisée dans les aires de 200 000 à moins de 700 000 habitants,.

### Occupation des sols

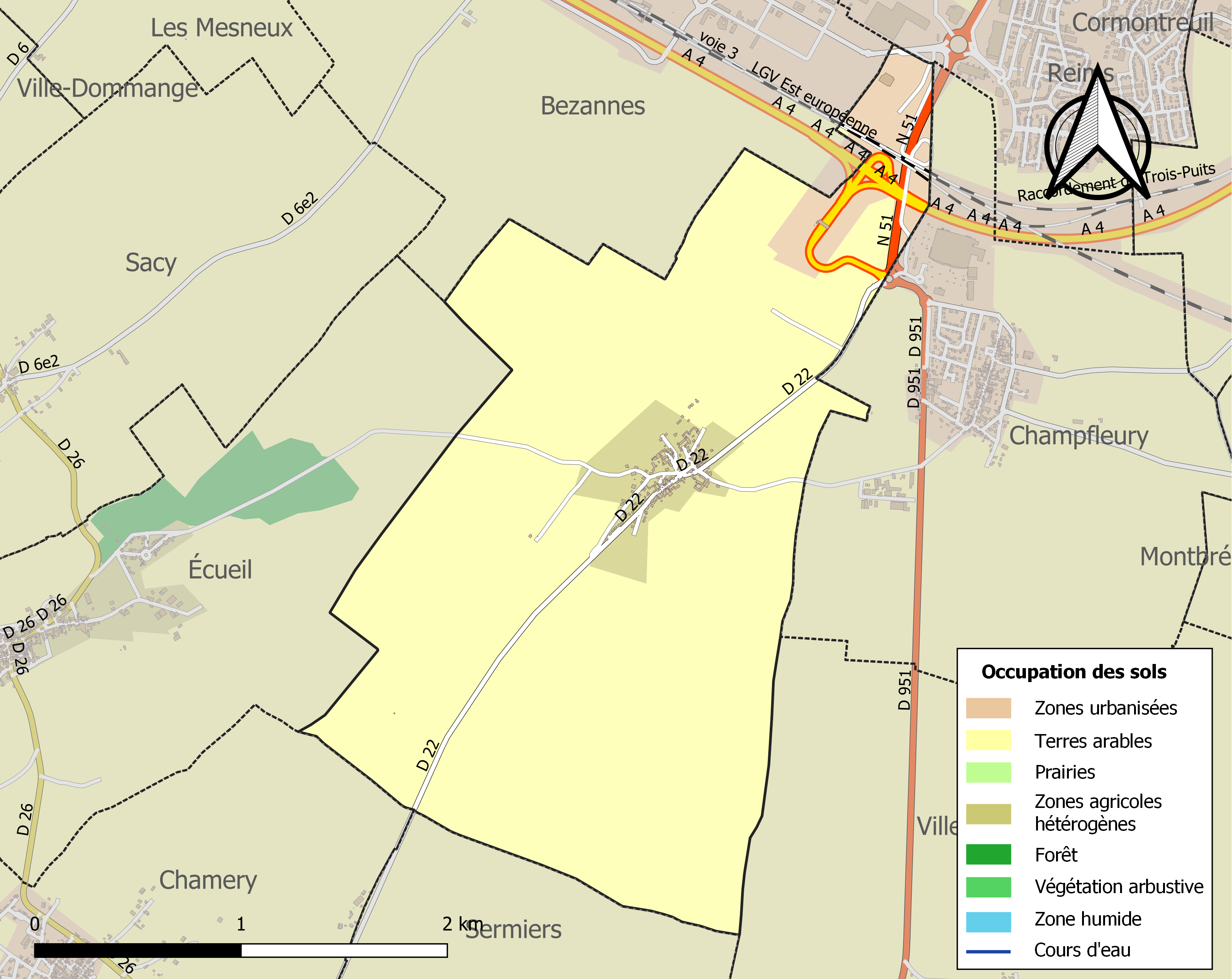
Carte des infrastructures et de l'occupation des sols de la commune en 2018 (CLC).

L'occupation des sols de la commune, telle qu'elle ressort de la base de données européenne d’occupation biophysique des sols Corine Land Cover (CLC), est marquée par l'importance des territoires agricoles (93,9 % en 2018), en diminution par rapport à 1990 (100 %). 
La répartition détaillée en 2018 est la suivante : terres arables (85,4 %), zones industrielles ou commerciales et réseaux de communication (6 %), zones agricoles hétérogènes (5,3 %), cultures permanentes (3,3 %), zones urbanisées (0,1 %). 
L'évolution de l’occupation des sols de la commune et de ses infrastructures peut être observée sur les différentes représentations cartographiques du territoire : la carte de Cassini (XVIIIe siècle), la carte d'état-major (1820-1866) et les cartes ou photos aériennes de l'IGN pour la période actuelle (1950 à aujourd'hui).

### Habitat et logement
En 2021, le nombre total de logements dans la commune était de 124, alors qu'il était de 79 en 2016 et de 76 en 2011. 
Parmi ces logements, 90,5 % étaient des résidences principales, 2,1 % des résidences secondaires et 7,4 % des logements vacants. Ces logements étaient pour 98,9 % d'entre eux des maisons individuelles et pour 0 % des appartements. 
Le tableau ci-dessous présente la typologie des logements à Villers-aux-Nœuds en 2021 en comparaison avec celle de la Marne et de la France entière. Une caractéristique marquante du parc de logements est ainsi la faible proportion des résidences secondaires et logements occasionnels (2,1 %) par rapport au département (3,4 %) et à la France entière (9,7 %). 
| Typologie                                               | Villers-aux-Nœuds | Marne | France entière |
| ------------------------------------------------------- | ----------------- | ----- | -------------- |
| Résidences principales (en %)                           | 90,5              | 87,5  | 82,2           |
| Résidences secondaires et logements occasionnels (en %) | 2,1               | 3,4   | 9,7            |
| Logements vacants (en %)                                | 7,4               | 9,1   | 8,1            |

### Voies de communication et transports
La commune est desservie par le réseau de transports en commun de l'agglomération CITURA grâce à la ligne de transport à la demande   TAD Sud-Ouest  qui la relie à la Gare de Champagne-Ardenne TGV et à l'arrêt de tramway Hôpital Debré.

## Toponymie
Le nom de la localité est attesté sous les formes In comitatu Remensi, in villa quæ dicitur Villare (954) ; Villare Asinorum (commencement du XIe siècle) ; Villa Asinaria (1074) ; Villeir Asnorum (1192) ; Villare Asininum (XIIe siècle) ; Villa Asinorum (1200) ; Villare Asneus (1238) ; Villare ad Nex (1245) ; Vilers-Anous (1248) ; Vilers ad Nues, Vilers ad Noes, Viller Aaneu (vers 1263) ; Villare ad Nodos, Villers-as-Neus, Villers-à-Nex (1301) ; Viler-as-Nex (commencement du XIVe siècle) ; Viller as Neux (1344) ; Villa ad Nodos (1378) ; Viller-au-Neux (1384) ; Villers-aux-Neuds (1413) ; Villiers-aux-Nœuds (1475) ; Villauneuf (1574) ; Villers-aux-Neufz (1658).

Villers est un appellatif toponymique français et un patronyme qui procède généralement du gallo-roman villare, dérivé lui-même du gallo-roman villa « grand domaine rural », issu du latin villa rustica.
Villare Asinorum au commencement du XIe siècle et Villa Asinorum en 1200 signifient « Le Village des Ânes », localité où , vers le XIe siècle , on se livrait sans doute à l'élevage de l'âne. Le toponyme est ensuite déformé en Villers-aux-Nœuds.

## Politique et administration

### Rattachements administratifs et électoraux

#### Rattachements administratifs
La commune se trouve dans l'arrondissement de Reims du département de la Marne.  
Elle faisait partie depuis 1801 du canton de Verzy. Dans le cadre du redécoupage cantonal de 2014 en France, cette circonscription administrative territoriale a disparu, et le canton n'est plus qu'une circonscription électorale.

#### Rattachements électoraux
Pour les élections départementales, la commune fait partie depuis 2014 du canton de Reims-4.
Pour l'élection des députés, elle fait partie de la troisième circonscription de la Marne.

### Intercommunalité
La commune, antérieurement membre de la communauté de communes de Taissy, est membre depuis le 1er janvier 2013 de la communauté d'agglomération de Reims Métropole.
En effet, conformément aux prévisions du schéma départemental de coopération intercommunale (SDCI) de la Marne du 15 décembre 2011,, la communauté de communes de Taissy a fusionné avec l'ancienne Communauté d'agglomération Reims Métropole pour former le 1er janvier 2013 la nouvelle communauté d'agglomération de Reims Métropole à laquelle se sont jointes les communes de Champigny, Sillery et Cernay-lès-Reims.

### Liste des maires
| Période                                  | Période                   | Identité           | Étiquette | Qualité                                                                  |
| ---------------------------------------- | ------------------------- | ------------------ | --------- | ------------------------------------------------------------------------ |
| Les données manquantes sont à compléter. |                           |                    |           |                                                                          |
|                                          |                           |                    |           |                                                                          |
| avant 1988                               |                           | Serge Chairon      |           |                                                                          |
| juin 1995                                | septembre 2003            | Alain Jarlaud,     |           | Président de l’Automobile club de Reims Démissionnaire                   |
| novembre 2003                            | 2014                      | Alain Picard       |           | Exploitant agricole                                                      |
| 2014                                     | mai 2020                  | Anne-Marie Germain |           | Vice-présidente de la CA de Reims (2014 → 2016)                          |
| mai 2020                                 | décembre 2024             | Thierry Désira     |           | Formateur en entrepreneuriat chez Neoma Business School Mort en fonction |
| mars 2025                                | En cours (au 9 mars 2025) | Henri Darcq        |           | Ingénieur ou cadre technique d'entreprise                                |

## Population et société
Depuis le 14 juillet 2007[réf. nécessaire], les habitants se nomment des Villersnaudais et Villersnaudaises.

### Démographie
L'évolution du nombre d'habitants est connue à travers les recensements de la population effectués dans la commune depuis 1793. Pour les communes de moins de 10 000 habitants, une enquête de recensement portant sur toute la population est réalisée tous les cinq ans, les populations de référence des années intermédiaires étant quant à elles estimées par interpolation ou extrapolation. Pour la commune, le premier recensement exhaustif entrant dans le cadre du nouveau dispositif a été réalisé en 2006.

En 2022, la commune comptait 323 habitants, en évolution de +83,52 % par rapport à 2016 (Marne : −1,19 %, France hors Mayotte : +2,11 %).
| 1793 | 1800 | 1806 | 1821 | 1831 | 1836 | 1841 | 1846 | 1851 |
| ---- | ---- | ---- | ---- | ---- | ---- | ---- | ---- | ---- |
| 167  | 151  | 156  | 159  | 182  | 190  | 179  | 203  | 220  |

| 1856 | 1861 | 1866 | 1872 | 1876 | 1881 | 1886 | 1891 | 1896 |
| ---- | ---- | ---- | ---- | ---- | ---- | ---- | ---- | ---- |
| 222  | 205  | 184  | 178  | 155  | 142  | 150  | 144  | 133  |

| 1901 | 1906 | 1911 | 1921 | 1926 | 1931 | 1936 | 1946 | 1954 |
| ---- | ---- | ---- | ---- | ---- | ---- | ---- | ---- | ---- |
| 160  | 133  | 137  | 92   | 105  | 93   | 92   | 99   | 94   |

| 1962 | 1968 | 1975 | 1982 | 1990 | 1999 | 2006 | 2011 | 2016 |
| ---- | ---- | ---- | ---- | ---- | ---- | ---- | ---- | ---- |
| 105  | 111  | 147  | 169  | 182  | 185  | 175  | 165  | 176  |

| 2021 | 2022 | - | - | - | - | - | - | - |
| ---- | ---- | - | - | - | - | - | - | - |
| 297  | 323  | - | - | - | - | - | - | - |

La commune a connu une croissance remarquable depuis 1968, gagnant 160 habitants entre ce recensement et 2020 (+ 144 %),,

## Économie
Villers-aux-Nœuds possède un vignoble de 28 hectares en appellation Champagne.

### Lieux et monuments

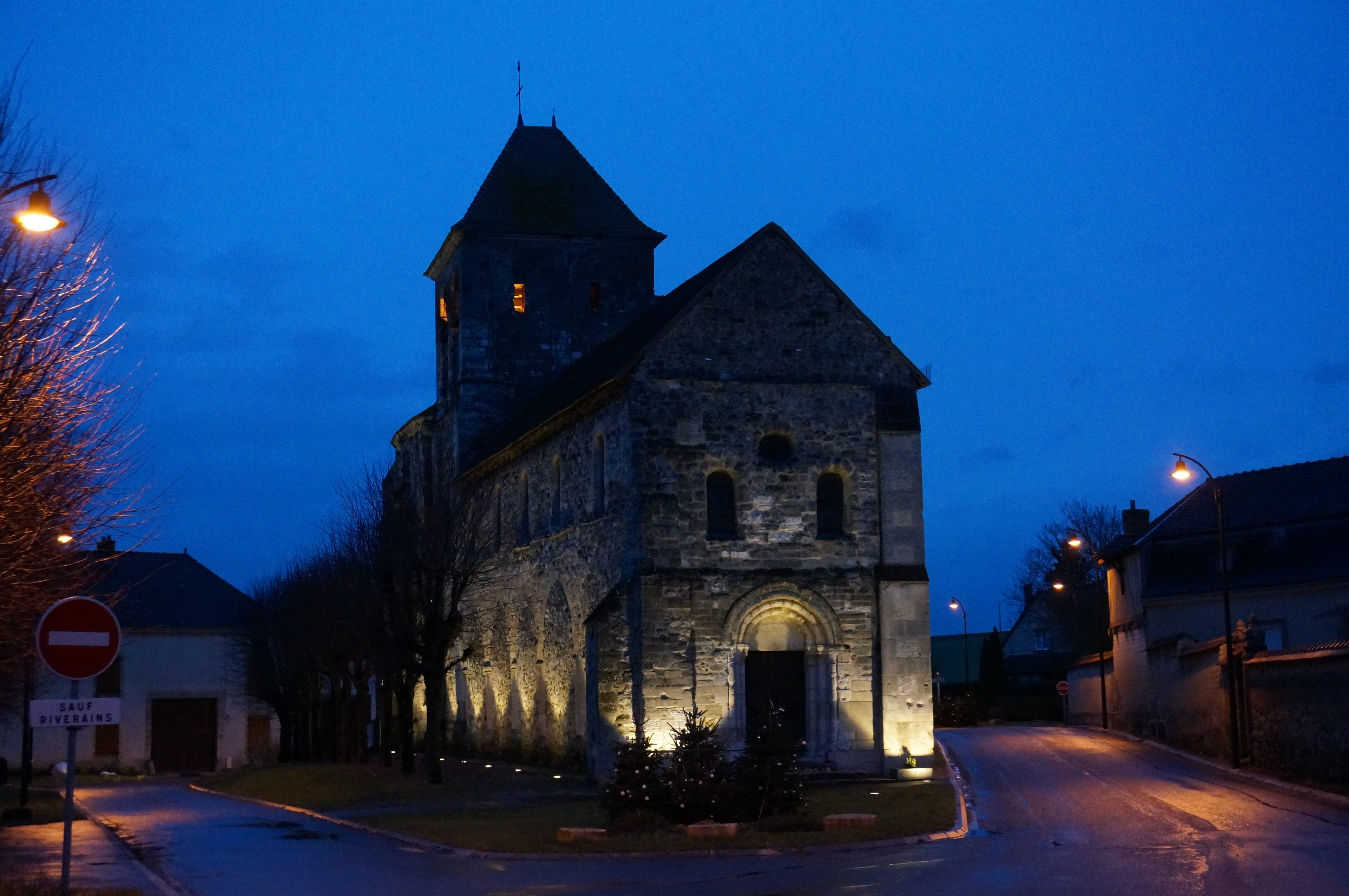
Vue du portail ouest de l'église et son éclairage.

- L'église Saint-Théodulphe  Classée MH (1920)[35].

### Héraldique
| Blason à dessiner | Blason  | D'azur au chevron haussé d'or accompagné de trois alérions d'argent. |
| Blason à dessiner | Détails | Le statut officiel du blason reste à déterminer.                     |